# Ariane Nascimento da Silva
Ariane Nascimento da Silva, más conocida como Ari, (Viana, Brasil, 20 de septiembre de 1987) es una futbolista de fútbol sala brasileña. Juega de cierre y su equipo actual es la Futsi Atlético Navalcarnero de la Primera División de fútbol sala femenino de España. Fue elegida como segunda mejor jugadora de fútbol sala del mundo en el 2016 y mejor jugadora de la Copa de Europa de Clubes 2016/17.

## Trayectoria
Empezó jugando en el Kindermann de Brasil, posteriormente pasó por los equipos de Criciúma, Caçador/Unesc y volvió al Kindermann. En el año 2014 ficha por el Futsi Atlético Navalcarnero.

## Selección nacional
Es habitual con la selección brasileña desde el año 2006, con la que ha ganado cuatro mundiales. También viene formando parte de la selección universitaria de Brasil, con la que se ha proclamado campeona del mundo universitaria en cuatro ocasiones

## Estadísticas

### Clubes
Actualizado al último partido jugado el 16 de junio de 2021.
| Club | Div.          | Temporada     | Liga  | Liga  | Liga       | Liga      | Copas nacionales(1) | Copas nacionales(1) | Copas nacionales(1) | Copas nacionales(1) | Torneos internacionales(2) | Torneos internacionales(2) | Torneos internacionales(2) | Torneos internacionales(2) | Total(3) | Total(3) | Total(3)   | Total(3)  |
| Club | Div.          | Temporada     | Part. | Goles | Amonestado | Expulsado | Part.               | Goles               | Amonestado          | Expulsado           | Part.                      | Goles                      | Amonestado                 | Expulsado                  | Part.    | Goles    | Amonestado | Expulsado |
| --- | ------------- | ------------- | ----- | ----- | ---------- | --------- | ------------------- | ------------------- | ------------------- | ------------------- | -------------------------- | -------------------------- | -------------------------- | -------------------------- | -------- | -------- | ---------- | --------- |
| Kindermann · Brasil |               |               |       |       |            |           |                     |                     |                     |                     |                            |                            |                            |                            |          |          |            |           |
| 1.ª |               |               |       |       |            |           |                     |                     |                     |                     |                            |                            |                            |                            |          |          |            |           |
| |               | -             | -     | -     | -          | -         | -                   | -                   | -                   | -                   | -                          | -                          |                            | -                          | -        | -        |            |           |
| Total club | Total club    | -             | -     | -     | -          | -         | -                   | -                   | -                   | -                   | -                          | -                          | -                          | -                          | -        | -        | -          |           |
| Criciuma · Brasil |               |               |       |       |            |           |                     |                     |                     |                     |                            |                            |                            |                            |          |          |            |           |
| 1.ª |               |               |       |       |            |           |                     |                     |                     |                     |                            |                            |                            |                            |          |          |            |           |
| |               | -             | -     | -     | -          | -         | -                   | -                   | -                   | -                   | -                          | -                          |                            | -                          | -        | -        |            |           |
| Total club | Total club    | -             | -     | -     | -          | -         | -                   | -                   | -                   | -                   | -                          | -                          | -                          | -                          | -        | -        | -          |           |
| Caçador/Unesc · Brasil |               |               |       |       |            |           |                     |                     |                     |                     |                            |                            |                            |                            |          |          |            |           |
| 1.ª |               |               |       |       |            |           |                     |                     |                     |                     |                            |                            |                            |                            |          |          |            |           |
| |               | -             | -     | -     | -          | -         | -                   | -                   | -                   | -                   | -                          | -                          |                            | -                          | -        | -        |            |           |
| Total club | Total club    | -             | -     | -     | -          | -         | -                   | -                   | -                   | -                   | -                          | -                          | -                          | -                          | -        | -        | -          |           |
| Kindermann · Brasil |               |               |       |       |            |           |                     |                     |                     |                     |                            |                            |                            |                            |          |          |            |           |
| 1.ª |               |               |       |       |            |           |                     |                     |                     |                     |                            |                            |                            |                            |          |          |            |           |
| |               | -             | -     | -     | -          | -         | -                   | -                   | -                   | -                   | -                          | -                          |                            | -                          | -        | -        |            |           |
| Total club | Total club    | -             | -     | -     | -          | -         | -                   | -                   | -                   | -                   | -                          | -                          | -                          | -                          | -        | -        | -          |           |
| Futsi Atlético Navalcarnero · España |               |               |       |       |            |           |                     |                     |                     |                     |                            |                            |                            |                            |          |          |            |           |
| 1.ª |               |               |       |       |            |           |                     |                     |                     |                     |                            |                            |                            |                            |          |          |            |           |
| 2014-15 | 29            | 42            | 6     | 0     | 3          | 4         | 0                   | 0                   | -                   | -                   | -                          | -                          | 32                         | 46                         | 6        | 0        |            |           |
| 2015-16 | 28            | 41            | 7     | 0     | 4          | 4         | 1                   | 0                   | -                   | -                   | -                          | -                          | 32                         | 45                         | 8        | 0        |            |           |
| 2016-17 | 25            | 30            | 9     | 0     | 2          | 4         | 0                   | 0                   | 3                   | 4                   | 1                          | -                          | 30                         | 38                         | 10       | 0        |            |           |
| 2017-18 | 15            | 13            | 0     | 0     | 3          | 0         | 1                   | 0                   | 3                   | 2                   | 0                          | 0                          | 21                         | 15                         | 1        | 0        |            |           |
| 2018-19 | 30            | 39            | 5     | 0     | 5          | 3         | 1                   | 0                   | 2                   | 0                   | 1                          | 0                          | 37                         | 42                         | 7        | 0        |            |           |
| 2019-20 | 23            | 33            | 3     | 0     | 4          | 4         | 1                   | 0                   | -                   | -                   | -                          | -                          | 27                         | 37                         | 4        | 0        |            |           |
| 2020-21 | 25            | 35            | 4     | 0     | 3          | 1         | 1                   | 0                   | -                   | -                   | -                          | -                          | 28                         | 36                         | 5        | 0        |            |           |
| 2021-22 | 32            | 30            | 8     | 1     | 6          | 3         | 0                   | 0                   | -                   | -                   | -                          | -                          | 38                         | 33                         | 8        | 1        |            |           |
| Total club | Total club    | 207           | 263   | 42    | 1          | 30        | 23                  | 5                   | 0                   | 8                   | 6                          | 2                          | 0                          | 245                        | 292      | 49       | 1          |           |
| Total carrera | Total carrera | Total carrera | 207   | 263   | 42         | 1         | 30                  | 23                  | 5                   | 0                   | 8                          | 6                          | 2                          | 0                          | 245      | 292      | 49         | 1         |
| (1) Incluye datos de Copa de España / Supercopa de España. (2) Incluye datos de Campeonato de Europa de Clubes y Copa Intercontinental. (3) No incluye datos de partidos amistosos. |               |               |       |       |            |           |                     |                     |                     |                     |                            |                            |                            |                            |          |          |            |           |

## Palmarés y distinciones

### Campeonatos
- Liga española: 5 títulos
  - 2014/15, 2016/17, 2018/19, 2021-22 y 2024-25
- Copa de España: 3 títulos
  - 2015, 2016 y 2018.
- Supercopa de España: 5 títulos
  - 2014/15, 2016/17, 2017/18 y, 2018/19 y 2024/25.
- Copa de Europa: 2 títulos
  - 2016/17, 2017/18.
- Copa de Brasil: 2 títulos
- Campeonato Estatal de Brasil: 4 títulos

### Selección Brasileña
- Medalla de oro en el Campeonato Mundial Femenino de fútbol sala 2011
- Medalla de oro en el Campeonato Mundial Femenino de fútbol sala 2012
- Medalla de oro en el Campeonato Mundial Femenino de fútbol sala 2013
- Medalla de oro en el Campeonato Mundial Femenino de fútbol sala 2014

### Distinciones individuales
- Elegida mejor jugadora del Estado do Espírito Santo (Brasil). 2013
- Máxima goleadora de la Primera División femenina de fútbol sala 2014-15[3]
- Máxima goleadora de la Copa de España 2015
- Máxima goleadora de la Supercopa de España 2016
- Segunda mejor jugadora del mundo 2016[1]
- Mejor jugadora de la Copa de Europa de Clubes 2016/17
- Máxima goleadora de la Primera División femenina de fútbol sala 2018-19[4]
- Máxima goleadora de la Primera División femenina de fútbol sala 2020-21
- Máxima goleadora de la Primera División femenina de fútbol sala 2021-22